# William Hole (graveur)
Pour les articles homonymes, voir William Hole (homonymie).

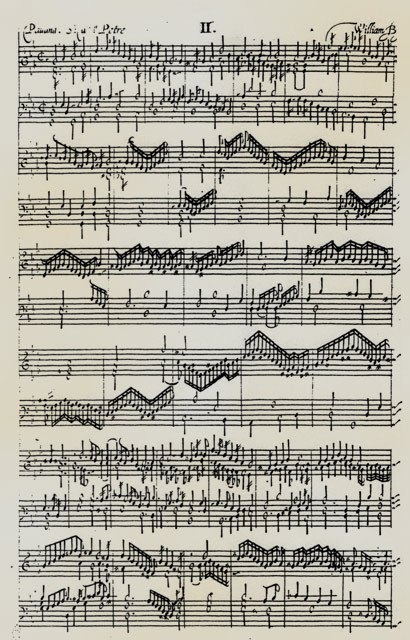
Une des partitions gravées par William Hole, le Parthenia de 1611. Ici, la Pavane dédiée à Sir William Peter, BK 3 de William Byrd.

William Hole (ou Holle) est un graveur anglais né à une date inconnue et mort en 1624.

## Œuvre
En 1607, il grave la page de titre pour une édition londonienne Geneva Bible (Breeches Bible), une traduction. Le travail de Hole suggère une influence française. Il a gravé la musique de compositeurs, tels John Bull, William Byrd et Orlando Gibbons. Avec celles-ci et d'autres œuvres de Hole, apparaît pour la première fois la gravure sur cuivre utilisée pour des partitions de musique anglaises. Pour de nombreux livres, Hole a gravé le portrait de l'auteur, tels qu'en 1611, le dictionnaire italien et anglais de John Florio ; en 1616, la traduction de l’Iliade de George Chapman ; et le livre de poèmes de George Wither (en) en 1617. Hole également gravé des cartes et des carnets de voyage. Certaines des œuvres de Hole se trouvent au British Museum.